# Chris Ward (regista)
Chris Ward (...) è un regista statunitense specializzato nel cinema pornografico gay.

## Biografia
Ha fondato la casa di produzione di film pornografici Raging Stallion Studios insieme a JD Slater nel 1999, di cui rimane il presidente ed uno dei principali registi. In precedenza aveva diretto produzioni per la Hot House Entertainment e la Falcon Studios. In tutta la sua carriera ha diretto oltre cento film. Nel 2008 e nel 2009 ha vinto il GayVN Awards come miglior regista.
Nel 2015 è stato incluso nel Wall Of Fame del Grabby Awards.